# 无锡新区站
无锡新区站，是沪宁城际铁路上的一个车站，位于江苏省无锡市新吴区（原无锡新区）高新A区新华路南侧，距无锡硕放机场约3公里，于2010年7月1日沪宁城际铁路开通时同期投入使用。无锡新区站主要为周边新吴区的商务客流服务，日均客流大约2000人，平均往上海和南京方向每小时有一趟列车停靠。

## 车站结构

### 站房
无锡新区站占地约有6000平米的站房及珠江路西侧地上地下一共近5万平米的站前广场，采用双层钢化玻璃幕墙外观。该站房按照一等站的编制建造，可容纳近1.8万人次的客流量。车站站房进站口右侧为售票处及自助售票机，左侧为出站口，中间为进站口和候车室。

### 站线配置
无锡新区站铁路车站设2站台4线，其中正线2条，到发线2条，站台为两个侧式站台。西侧为京沪铁路。
| 地上二楼 | 侧式站台 | 侧式站台                                                                                       |
| 地上二楼 | 2站台    | 沪宁城际高速铁路 往南京方向（无锡）                                                            |
| 地上二楼 | 通过线   | 沪宁城际高速铁路 上行列车通过线                                                                |
| 地上二楼 | 通过线   | 沪宁城际高速铁路 下行列车通过线                                                                |
| 地上二楼 | 1站台    | 沪宁城际高速铁路 往上海方向（上海）                                                            |
| 地上二楼 | 侧式站台 |                                                                                                |
| 地上一楼 | 候车室   | 售票处、自动售票机、验票闸门、等候区 出入口、服务台、旅游服务柜台、接送区、商店 洗手间、育婴室 |
| 地面     | 联外区   | 停车场、公交．客运转运站、出租车排班区、接送区                                                 |

### 站前广场
无锡新区站站前广场位于站房北侧，面积12983平方米，采用非对称布局，设有一个下沉广场。

## 交通

### 公共交通
- 地铁：无锡地铁3号线在此设无锡新区站。
- 公交：7、18、69、751、753、755、761、769、788、S789、大方桥专线

### 出租车
无锡新区站设有专用的出租車侯客區，位於地下广场出口处。

## 车站周边
- 周泾巷站
- 硕放站
- 苏南硕放国际机场